# Pelourinho de Castelo (Moimenta da Beira)
O Pelourinho de Castelo localiza-se na freguesia de Castelo, município de Moimenta da Beira, distrito de Viseu, Portugal.
O antigo concelho de Castelo está referenciado a partir do século XVI, embora não se lhe conheça qualquer foral. Funcionou com administração autónoma e jurisdição própria até 1836, quando foi extinto, e integrado em Moimenta da Beira, do qual é actual freguesia. Conserva ainda o seu pelourinho, muito singelo, levantado num pequeno largo da povoação, junto a um muro de pedra muito rústico. 
O pelourinho assenta num soco de dois degraus quadrangulares, de aresta, e muito desgastados. A coluna encaixa directamente no degrau superior, e é composta por um fuste extremamente rústico, de secção quadrada, praticamente sem afeiçoamento e muito irregular. É encimado por duas peças cúbicas sobrepostas, com sensivelmente a mesma secção do fuste, sendo o bloco superior rematado em pequena pirâmide quadrada. Este bloco tem duas faces molduradas, com possível decoração ilegível, e ainda uma data incisa, 1669. É provável que se trate de um monumento levantado nesse ano, já que a sua tipologia torna impossível qualquer outra forma de datação. 
O pelourinho foi classificado como Imóvel de Interesse Público em 1933.